# Вижницки район
Вижницки район (на украински: Вижницький район) е район на Чернивецка област, Западна Украйна. Центърът на района е град Вижниця. Населението на района е 91 000 души (2020). 

## История
На 18 юли 2020 г., като част от административната реформа на Украйна, броят на районите на Чернивецка област е намален на три, а територията на Вижницки район е значително разширена. Един предишен район – Путилски, и част от Кицмански район са включени във Вижницки район.

## Подразделения
След реформата от 2020 г. районът се състои от 9 громади.